# Gabrielle Sainderichin
 (décembre 2009).
Si vous disposez d'ouvrages ou d'articles de référence ou si vous connaissez des sites web de qualité traitant du thème abordé ici, merci de compléter l'article en donnant les références utiles à sa vérifiabilité et en les liant à la section « Notes et références ».
Pour les articles homonymes, voir Sainderichin.
Gabrielle Sainderichin, née Gabrielle Veillon le 25 avril 1925 à Nice (Alpes-Maritimes) et morte le 6 septembre 2016 à Mantes-la-Jolie (Yvelines), est une productrice animatrice d'émissions pour la jeunesse.

## Biographie

### Jeunesse et entourage
Sa mère, Simone Jarnach, est comédienne sous le pseudonyme de Simone Jarnac ; son oncle est le compositeur Philipp Jarnach.
Gabrielle Sainderichin est l'épouse de Sven Sainderichin (1918-2008) qui a été lui-même, avec son frère jumeau Pierre Sainderichin, l'un des tout premiers collaborateurs de Jean Nohain, notamment à Benjamin (journal destiné aux jeunes créé par Jean Nohain), à la radio (Le Club des jumeaux, Les Surprises de la France...) puis à la télévision.

### Parcours
Gabrielle Sainderichin devient[Quand ?] la principale collaboratrice de Jean Nohain pour ses émissions enfantines. Sa sœur, Monique Veillon, avait déjà fait partie de l'équipe de Jean Nohain pendant deux ans, pour ses spectacles et émissions de variétés, Gabrielle Sainderichin prenant sa suite, en quelque sorte.

## Carrière

### À la radio
(émissions de Jean Nohain)
- 1953-55 : Les Jeux du jeudi : Radio Luxembourg
- 1956-57 : Son et Promenade : Paris Inter (devenue France Inter en 1963), en direct tous les dimanches matins

### À la télévision
(émissions de Jean Nohain / Jean Nohain et Gabrielle Sainderichin / Gabrielle Sainderichin et Gilbert Richard)
- 1956-57 : Nous sommes 12 millions, en direct 45 min hebdomadaire du Moulin de la Galette
- 1956-57 - Télévillage
- 1957-58 : Jeux et Variétés, en direct 45 min bimensuel du Théâtre des Champs-Élysées, puis du Théâtre de l'Alhambra
- 1957-58 - L'antenne est à nous
- 1958-59 : La Parade du dimanche
- 1959-60 : La Parade du jeudi - Quand j'avais dix ans
- 1960-61 : J'ai mille amis, en direct 45 min du Moulin de la Galette
- 1960-61 : Nous qui verrons la Lune, en direct 45 min du studio 4 de la rue Cognacq-Jay
- 1961-62 : Le Petit Chapiteau, en direct 45 min d'un chapiteau et enregistrement
- 1961-62 : Soyez les bienvenus, magazine 30 min hebdomadaire ; six rubriques différentes dont un reportage avec un enfant invité dans un pays étranger pour rencontrer des enfants étrangers - échanges de cartes postales.
- 1962-64 : Le Train de la gaieté, en direct 45 min de différentes salles de province avec Sim, Bernard Haller, Edmond Taillet
- 1964-68 : Le Grand Club, en direct 2h30 bimensuel du studio 102 de la Maison de la Radio, puis de différentes salles de province, puis d'un studio de Marseille

Toutes les vedettes actuelles (ou disparues) de la chanson ont participé à ces émissions à leurs débuts, comme : Johnny Hallyday, Claude François, Sacha Distel, Monty, Antoine, France Gall, Jacques Dutronc, Sheila, Françoise Hardy, Michel Delpech, Guy Béart, Sylvie Vartan, Hugues Aufray, Mireille Mathieu, Joe Dassin, Henri Salvador, Annie Cordy, Guy Mardel, Christophe, Alice Dona, Petula Clark, Thierry Le Luron, Nino Ferrer... ainsi que les orchestres de Michel Legrand, Claude Bolling, Georges Jouvin, Claude Luter, etc., mais aussi les clowns Les Bario, Alex et Francini.
Et le chanteur breton Alan Stivell, alors âgé de 13 ans !

#### Émissions spéciales
- L'Avion mystérieux (1958)
- Noël à Hassi-Messaoud (1959)
- Le Train de Noël (1960)
- Pâques au Cap (1961)
- Un jour j'aurai 20 ans (1960-1961)
- Le Grand Voyage du bonhomme de neige (à Nouméa) (1968) (réalisateur :Max Leclerc )
- Des clowns à gogo
- Noël de vos dix ans
- Le Milliardième Français

#### Autres émissions
- Avec vos dix doigts, série avec Jean-Michel (Jac Remise)
- Faites vos jeux, série avec Jean-Michel (Jac Remise)
- Vivre au présent, émission quotidienne de l'actualité télévisée
- C'est encore mieux l'après-midi, chaque lundi